# Hildegard Neumann
Hildegard Neumann (Tsjecho-Slowakije, 4 mei 1919) was een vrouwelijke bewaker van diverse concentratiekampen tijdens de Tweede Wereldoorlog. 

## Concentratiekampen
In oktober 1944 arriveerde Neumann in het vrouwenkamp Ravensbrück. In dit vrouwenkamp kreeg ze een opleiding tot SS-Aufseherin (kampbewaakster). Al snel promoveerde ze naar de rang van SS-Oberaufseherin. Door de goede indruk die ze maakte, werd ze in november 1944 naar het getto en concentratiekamp van Theresienstadt gestuurd. Ze kreeg hier de leiding over tien tot dertig vrouwelijke bewakers en was verantwoordelijk voor 20 000 Joodse vrouwen.
Ze nam tevens deel aan de deportaties van meer dan veertigduizend vrouwen en kinderen van Theresienstadt naar de concentratiekampen Auschwitz en Bergen-Belsen. De meesten hiervan kwamen in deze kampen om het leven. 
De taak van de vrouwelijke Aufseherinnen in Theresienstadt was het bewaken van vrouwelijke gevangenen tijdens de dwangarbeid, transporten naar andere kampen en in het getto zelf. 

## Na de oorlog
Neumann vluchtte in mei 1945 uit het kamp en werd nooit veroordeeld voor oorlogsmisdaden. Dit ondanks het feit dat ze meehielp in het concentratiekamp waar tienduizenden stierven en van waaruit ongeveer honderdduizend werden gedeporteerd naar vernietigingskampen.